# Pappresser
En pappresser er overordnet en komprimator, som er bygget specielt til at komprimere papaffald. En pappresser bruges til at få papaffald til at fylde mindre, det er muligt at komprimere pappet helt op til 90 procent. Når papaffaldet fylder mindre, kan udgifterne til affaldshåndtering minimeres.
En pappresser fungerer normalt ved at en plade presses ned ved hjælp af hydraulik. På den måde samles det flade pap i bunden af anlægget og kan, når den er fyldt, bindes sammen og køres væk.
Udover at kunne effektivisere og spare virksomheder for udgifter, er komprimering også fordel for miljøet. Hårdt komprimeret pap kan blandt andet sælges til recirkulering.